# Lehel Ferenc
Lehel Ferenc, 1902-ig Löwenkopf (Papos, 1885. november 13. – Săo Paulo, Brazília, 1975. augusztus 24.) magyar festőművész, művészetkritikus és művészeti író. Lehel Mária festőművész férje, Hamza Lehel Mária apja.

## Élete
Löwenkopf Ignác (1839–1924) tanító és Szafir Magdolna (1850–1926) gyermekeként született egy Szatmár megyei kisközségben, Paposon. A budapesti Mintarajziskolában tanult, majd 1904 és 1906 között a nagybányai szabadiskola növendéke volt. 1908 és 1914 között többször visszatért az iskolán kívüliek csoportjába. Ekkoriban jó barátságot ápolt Maticska Jenővel és Czóbel Bélával, s utóbbi egyik első festménye a „Lehel Ferenc Nagybányán" címet viseli. Tanulmányait Münchenben és Párizsban folytatta, de közben több alkalommal olaszországi tanulmányutakat tett. 1909-től publikált művészeti írásokat. Az első világháborút megelőzően gyakran szerepelt kiállításon műveivel. A festészetet korán abbahagyta, újságírással, művészetbölcselettel és művészettörténettel foglalkozott. A Hét, Az Újság, a Múlt és Jövő és más lapok rendszeres cikk- és tanulmányírója volt. Csontváry Kosztka Tivadar és Gulácsy Lajos festészetének egyik felfedezője, lelkes híve és első monográfusa volt. 1924-től rövid ideig Párizsban élt. 1934–1935-ben Budapesten Nemzeti Művészet, Lehel Ferenc naplójegyzetei címmel folyóiratot adott ki, aminek egymaga írta a teljes cikk- és tanulmányanyagot. A folyóirat szerkesztésében közreműködtek a kor neves művészei: Fényes Adolf, Iványi-Grünwald Béla és Beck Ö. Fülöp. 1939-ben a fasizmus elől előbb Angliába emigrált, majd néhány esztendeig Brazíliában élt. A háború után visszatért Európába, főképp Londonban, időnként Rómában tevékenykedett. Írásai jelentek meg folyóiratokban, könyveket adott ki angol, olasz és más nyelveken is. Foglalkoztatták elméleti, módszertani kérdések, elsőként alkalmazta a művészettörténetben a strukturalista módszert, érdekelte a művészet és a patográfia viszonya. Írásaiban kiváló felismerések keveredtek zsurnalisztikai fogásokkal és dilettáns elméletekkel.

## Magánélete
Házastársa Rell Mária (1889–1973) festőművésznő volt, Rell János és Arany Mária lánya, akit 1909. február 28-án Budapesten, a Józsefvárosban vett nőül.
Gyermekei
- Lehel Mária (1906–1997) jelmeztervező, divattervező, iparművész, újságíró. Hamza D. Ákos felesége.
- Lehel Anna Ágnes (1911–?), férje Meineri Carenzi Lőrinc Angelo cégvezető.[6]

## Főbb művei
- A művészet bölcselete (1912)
- Magyar művészet a törökvilág idején (Budapest, 1913)
- A romantikától az expresszióig. Egy művészettörténeti monstredráma. A 19. század művészeti iskoláinak vázlata. A 19. század művészete (Budapest, 1921)
- Herman Lipót rajzai (Budapest, 1921)
- Az ösztön filozófiája (Budapest, év nem ismert)
- Csontváry Tivadar a posztimpresszionizmus magyar előfutára (Budapest, 1922; Párizs 1931)
- Gulácsy Lajos dekadens festő (Budapest, 1922)
- Cézanne (Budapest, 1923)
- Haladó művészet. Újrendszerű stílusmorfológia vázlata (Budapest, 1929)
- Csontváry Tivadar újonnan felmerült képeinek kiállítása (Budapest, 1936)
- Történelemesztétika. Neobarbarizmus (Budapest, 1939)
- That Magic They Call Atomic Science (London, 1957)